# Sigismondo Malatesta (1498 - 1553)
Sigismondo Malatesta (24 novembre 1498 – 27 décembre 1553) est un Condottiere italien.

## Biographie
Fils de Pandolfaccio Malatesta, Sigismondo s'est efforcé de reconquérir le siège ancestral de la seigneurie des Malatesta de Rimini, annexée par les États pontificaux sous son ancêtre Sigismondo Pandolfo Malatesta . En 1522, il entre dans la ville, mais en est évincé par les troupes envoyées par Adrien VI .
Au cours de la guerre de la Ligue de Cognac, il combat pour les Français, participe à la prise de Nonantola et à la défense de Milan . En 1525, il assiste à la bataille de Pavie . L'année suivante, il  défend en vain Lodi contre les troupes vénitiennes commandées par Malatesta Baglioni et est protagoniste d'un duel  contre le capitaine de Baglioni, Ludovico Vistarini . Il se range du côté des États pontificaux, combattant à Parme et à Fiorenzuola d'Arda contre les Lansquenets impériaux .
Lors du sac de Rome lorsque le pape Clément VII est fait prisonnier par les impériaux, il en profite pour entrer à Rimini où il exécute ses ennemis. Rimini est assiégée par les troupes françaises et la ville se rend, mais Malatesta revient en 1528 avec son père. Lorsqu'une armée papale de 6 000 soldats commandés par le cardinal Giovanni Maria Del Monte est envoyée contre lui, Sigismond accepte de remettre la ville en échange de 6 000 Ducats . Après une dernière tentative  pour maintenir la citadelle de la ville, il se réfugie à Ravenne et Ferrare.
L'année suivante, il combat comme condottiere pour Venise et pour le Saint Empire romain germanique en Hongrie, et se rend à Constantinople pour demander un soutien contre l'occupation papale de Rimini. Il meurt pauvre à Reggio d'Émilie, en 1553.